# Буда (деревня, Васлуй)
Буда (рум. Buda)— деревня, расположенная в жудеце Васлуй в Румынии. Входит в состав коммуны Ошешти.

## География
Деревня расположена в 278 км к северу от Бухареста, 27 км к северо-западу от Васлуя, 45 км к югу от Ясс.

## Население
По данным переписи населения 2002 года в селе проживали 1417 человек.

### Национальный состав
| Национальность | Кол-во человек | Процент |
| -------------- | -------------- | ------- |
| Румыны         | 1417           | 100%    |

### Родной язык
| Язык      | Кол-во человек | Процент |
| --------- | -------------- | ------- |
| Румынский | 1417           | 100%    |